# نیواندام
نیواندام (به هلندی: Nieuwendam) یک منطقهٔ مسکونی در هلند است که در آمستردام واقع شده‌است.